# Nils Edvard Kreuger

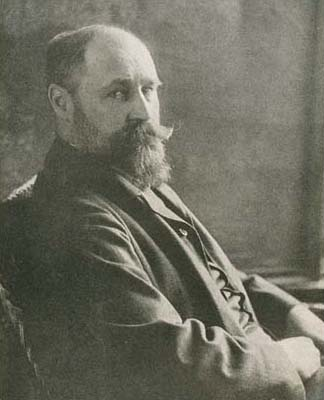
Nils Edvard Kreuger

Nils Edvard Kreuger (* 11. Oktober 1858 in Kalmar; † 11. Mai 1930 in Stockholm) war ein schwedischer Maler, Zeichner, Illustrator und Werbegrafiker.

## Leben und Werk
Nils Edvard Kreuger besuchte in den Jahren 1874 bis 1876 die Zeichenklasse der Vorbereitungsschule der Stockholmer Kunstakademie.
Kreuger war jedoch nie Schüler der Kunstakademie selbst. In den Jahren 1876 bis 1880 arbeitete er bei Edvard Perséus und von 1881 bis 1887 war er Schüler von Jean-Paul Laurens und der Académie Colarossi in Paris. Ab dem Jahr 1883 wurde der Aufenthalt in Paris durch Sommeraufenthalte in Holland und Schweden unterbrochen. In den Jahren 1887 und 1888 war er gemeinsam mit Richard Bergh und Karl Nordström in Varberg tätig. 1888/1889 arbeitete Kreuger wieder in Paris und von 1889 bis 1896 erneut in Varberg. Im Jahre 1896 übersiedelte er nach Stockholm.
1899 wurde Kreuger Direktionsmitglied des schwedischen Künstlerverbandes, an dessen Stiftung er 1886 teilgenommen hatte. Er war zudem 1885 an der Opposition der schwedischen Künstler gegen die Stockholmer Akademie beteiligt. Seit den 1880er-Jahren beschickte er regelmäßig die Ausstellungen des schwedischen Künstlerverbandes.
In Paris hatte sich Kreuger den Impressionisten angeschlossen.
Kreuger verwendete in den Anfangsjahren häufig eine originelle, Ölmalerei und Zeichnung bzw. Punktierung mittels Tusche vereinigende Mischtechnik.
In späteren Jahren bevorzugte er eine vereinfachende, summarische, breite Malweise.
Kreuger hat einige Monumentalkompositionen als Wandgemälde für Stockholmer Schulen geschaffen. Im Allgemeinen bevorzugte er aber das kleine und mittlere Bildformat.
Bei der Auswahl seiner Motive hat sich Kreuger, trotz seiner umfangreichen Produktion, niemals wiederholt. Bekannt sind auch seine Zeichnungen (Federmanier), seine Buchillustrationen und Plakate (z. B. Plakat für die Zeitschrift Ord und Bild). Besonders bekannt ist auch seine Folge Historiska Baksidor (Historische Kehrseiten), eine Sammlung grotesker, in Öl gemalter Karikaturbildnisse von adeligen Personen (u. a. Karl XII. und Friedrich dem Großen).
Kreuger war seit 1886 mit Berta Elisabet (geborene von Essen, 1857–1932) verheiratet.

## Museen, Galerien und Ausstellungen (Auswahl)
- Auf dem Weg zum Steinbruch (1883)
- Frühling in Halland (1894)
- Feldbestellung im Frühjahr (1884)
- Auf dem Boulevard Arago (1885)
- Straße in Montparnasse-Viertel (um 1885)
- Kühe im Wasser (1885)
- Frühling in Holland (1890)
- Aprilafton (1892)
- Frühling in Halland (1894)
- Nordlicht (um 1895)
- Abfahren von Seetang an der Küste von Halland (1898)
- Mittagszeit (Pastell, 1900)
- Heide auf Öland (1901)
- Midsommar (1905)
- Mittsommertag an der Schleuse in Stockholm (1905)
- Ein Sonnenstrahl (1907)
- Alte Stute (1909)
- Marsafton (1915)
- Terrassen vid Rosendal (1918)

## Bildergalerie

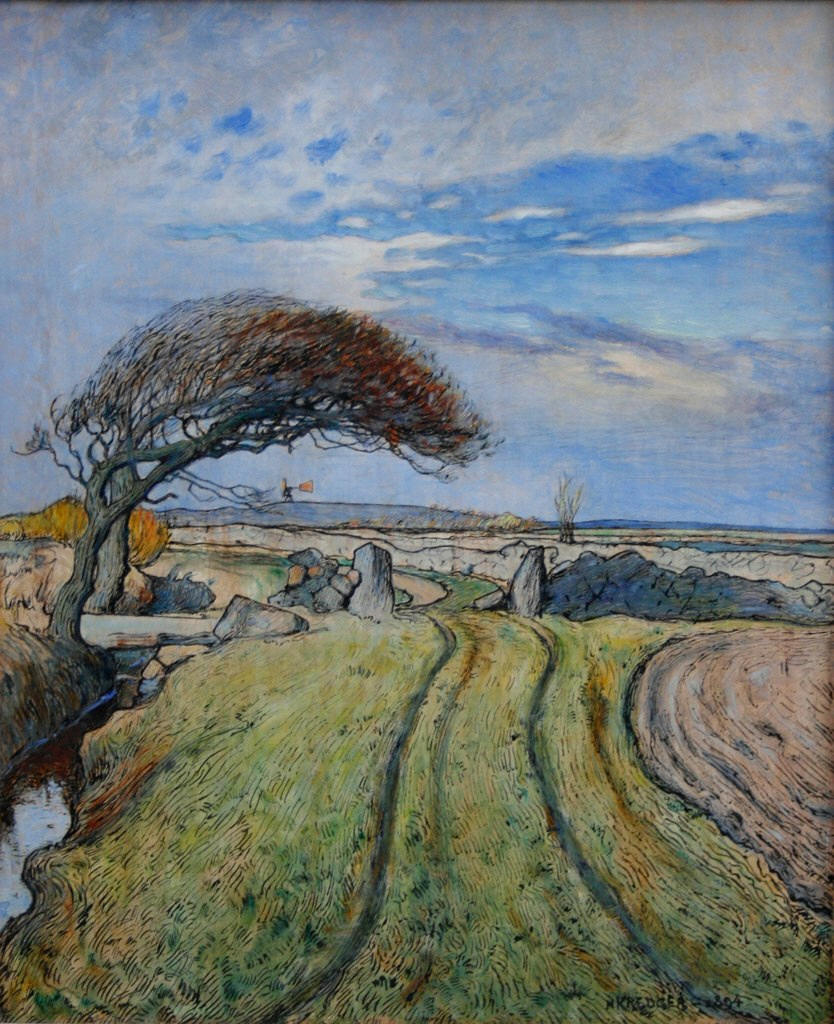
Frühling in Holland (1890)
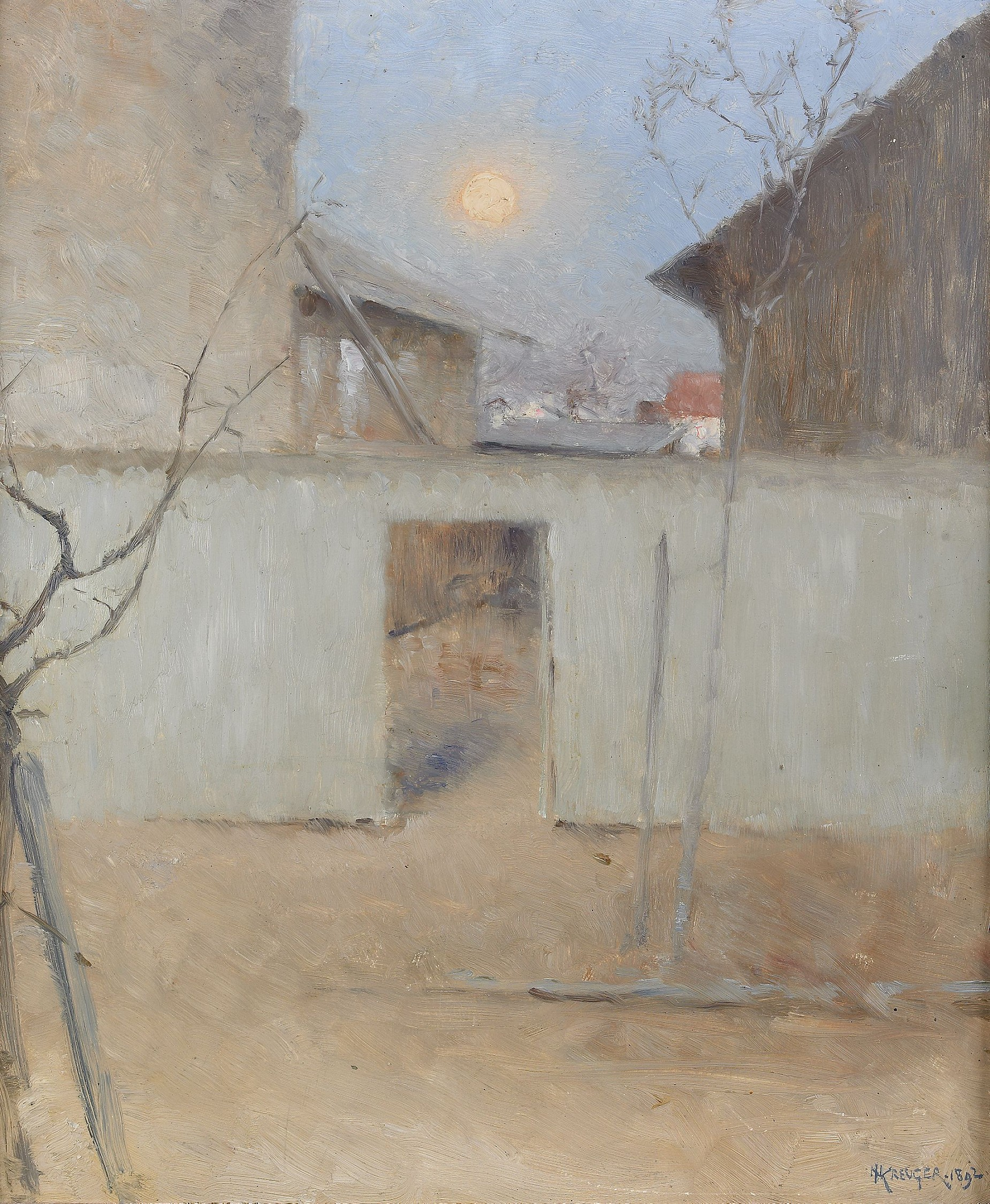
Aprilafton (1892)
Frühling in Halland (1894)
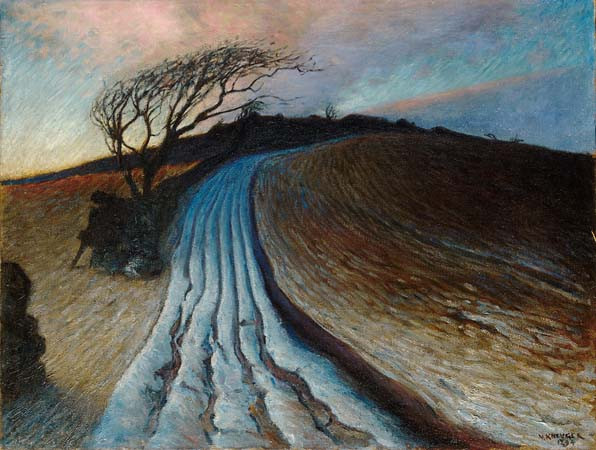
Nordlicht (um 1895)
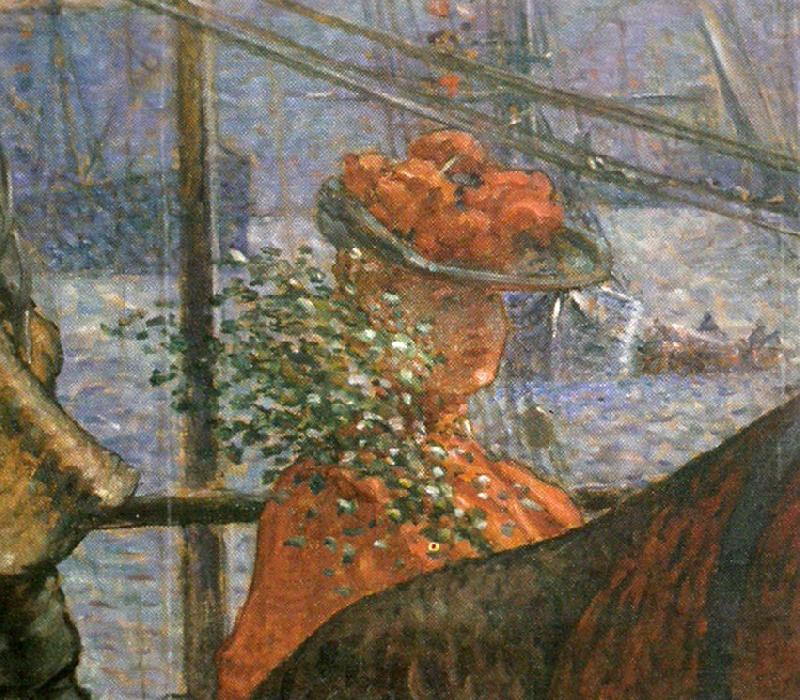
Midsommar (1905)
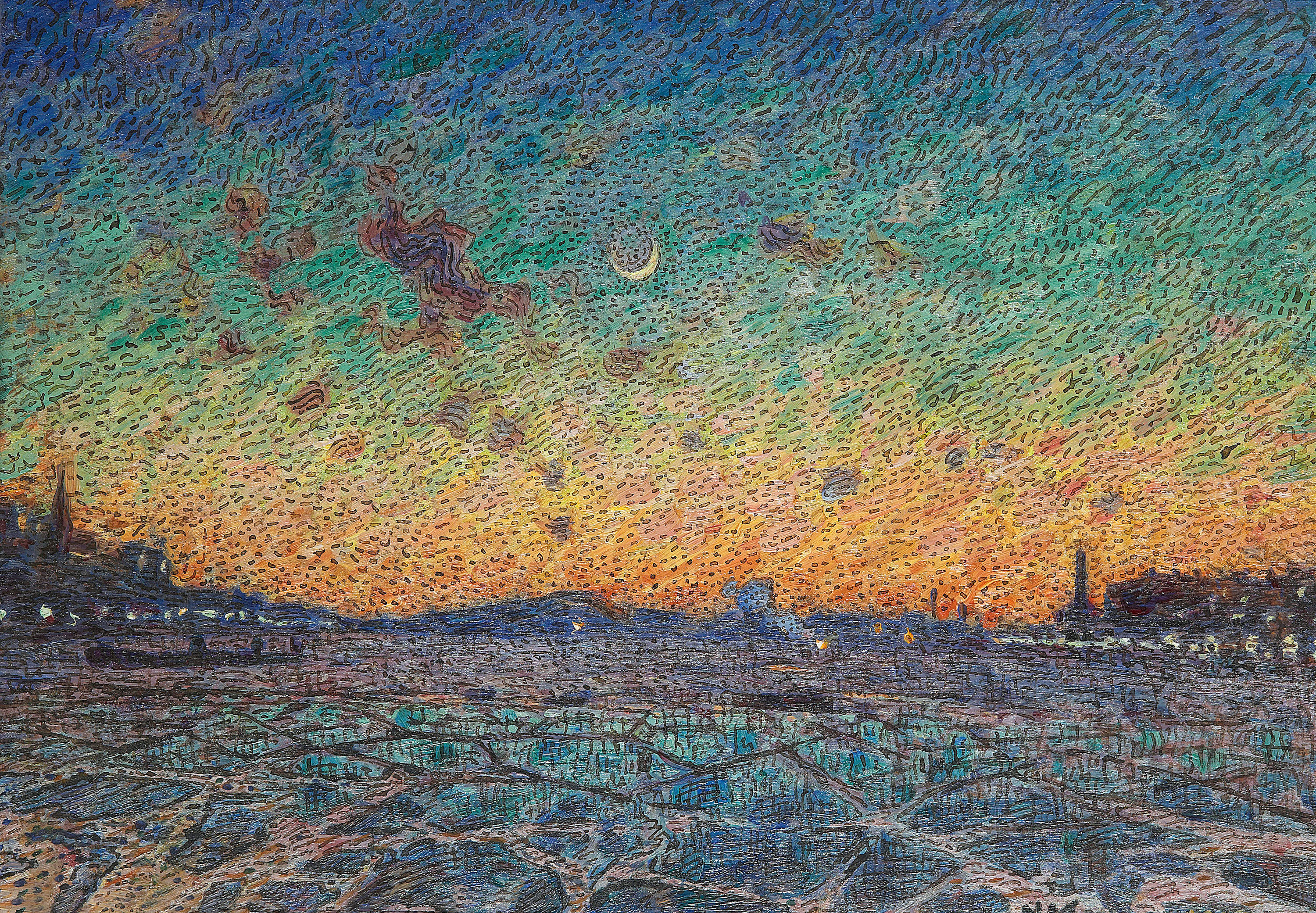
Marsafton (1915)
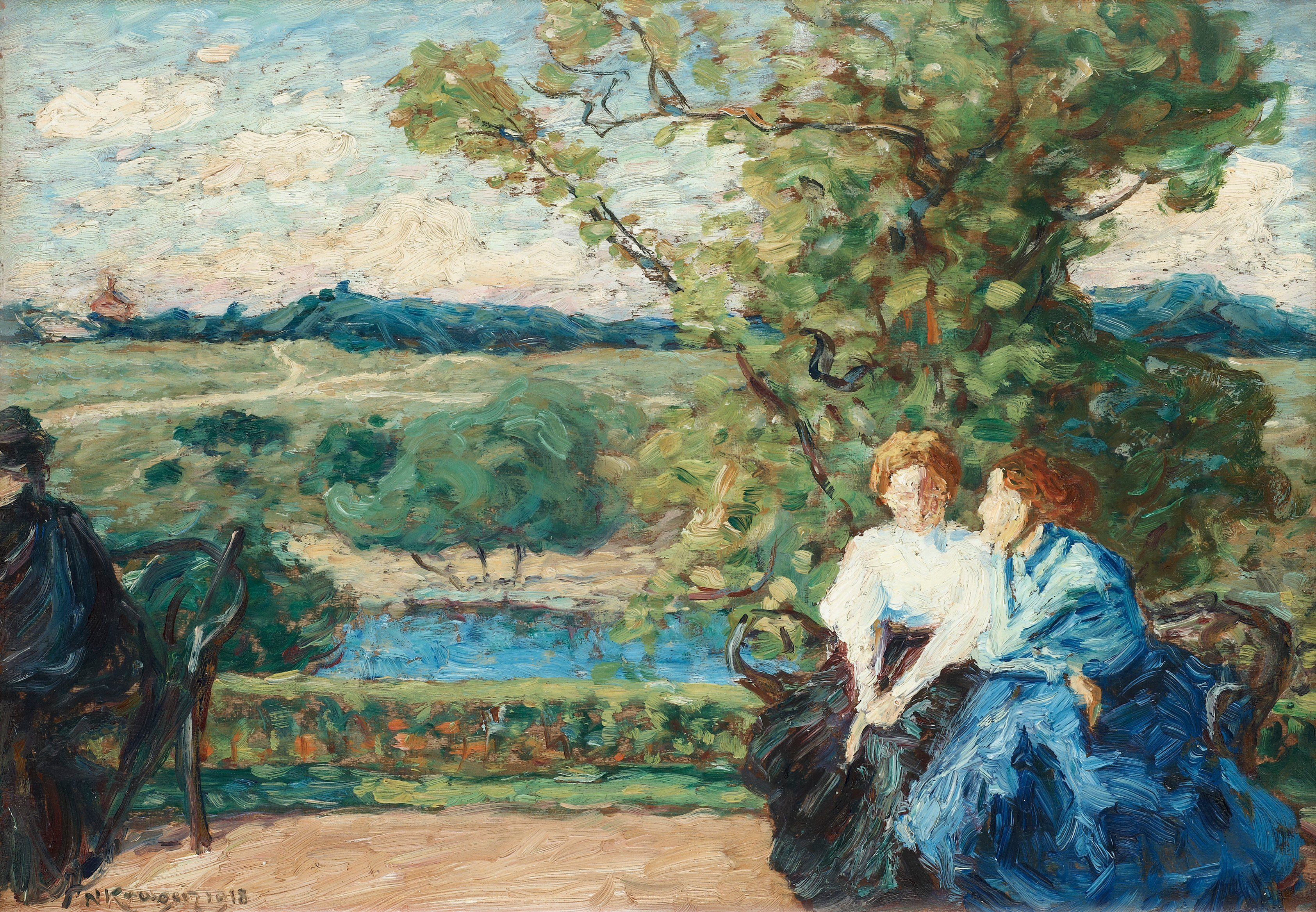
Terrassen vid Rosendal (1918)